# Tandel
Tandel (luxemburguès Tandel, alemany Tandel) és una comuna i vila al nord de Luxemburg, que forma part del cantó de Vianden. Comprèn les viles de Tandel, Bastendorf, Bettel, Brandenbourg, Fouhren, Landscheid, Longsdorf i Walsdorf.